# Port 253
Port 253, při použití šestnáctkové soustavy port FD, je port procesoru Z80 používaný v počítačích Sinclair ZX Spectrum. Obvykle se pod tímto označením neuvažuje pouze tento jediný port, ale všechny porty B*256+253, kde B je od 0 do 255 (šestnáctkově xxFD, kde xx je od 00 do FF). U většiny počítačů kompatibilních se ZX Spectrem, je-li použit, je použit především pro stránkování paměti a řízení hudebního čipu AY. Protože port 253 je již obsazen mnoha perifériemi, začal být pro novější periférie využíván port 247 (šestnáctkově F7).
U počítače Timex Sinclair 2068 je port 253 uváděn jako rezervovaný, ve starší dokumentaci je uváděno, že port 253 (společně s portem 252) má sloužit ke stránkování rozšířené paměti, které ale ve finální verzi počítače bylo provedeno jiným způsobem.

## Využití portu 253
| port  | port | dekódování                                                            | počítač/zařízení                                                       | význam                                                 |
| ----- | ---- | --------------------------------------------------------------------- | ---------------------------------------------------------------------- | ------------------------------------------------------ |
| 253   | FD   | xxxxxx0x                                                              | rozšíření paměti podle Lamače, rozšíření paměti podle Konkola          | stránkování paměti                                     |
| 253   | FD   |                                                                       | SAM Coupé                                                              | data MIDI                                              |
| 4093  | 0FFD | 0000xxxx xxxxxx0x                                                     | ZX Spectrum +2A/+3                                                     | paralelní port                                         |
| 8189  | 1FFD | 0001xxxx xxxxxx0x                                                     | ZX Spectrum +2A/+3                                                     | stránkování paměti                                     |
| 8189  | 1FFD | 00xxxxxx xxxxxx01                                                     | Pentagon 1024SL v1.4                                                   | rozšířené stránkování paměti                           |
| 8189  | 1FFD | Chrome, Scorpion ZS-256, Scorpion GMX, Sprinter                       |                                                                        | rozšířené stránkování paměti                           |
| 12285 | 2FFD | 0010xxxx xxxxxx0x                                                     | ZX Spectrum +2A/+3                                                     | stavový registr řadiče disketové jednotky              |
| 16381 | 3FFD | 0011xxxx xxxxxx0x                                                     | ZX Spectrum +2A/+3                                                     | datový registr řadiče disketové jednotky               |
|       | 78FD |                                                                       | Scorpion GMX                                                           | rozšířené stránkování paměti                           |
|       | 7AFD |                                                                       | Scorpion GMX                                                           | hardwarový scroller                                    |
|       | 7CFD |                                                                       | Scorpion GMX                                                           | hardwarový scroller                                    |
| 32253 | 7DFD |                                                                       | ATM Turbo 512                                                          | A/D převodník, nastavení barevné palety                |
| 32253 | 7DFD | 0xxxxx0x xxxxxx0x                                                     | ATM Turbo 2                                                            | A/D převodník                                          |
|       | 7EFD |                                                                       | Scorpion GMX                                                           | rozšířené stránkování paměti                           |
| 32765 | 7FFD | 0xxxxxxx xxxxxx0x                                                     | ZX Spectrum 128/+2, ATM Turbo 2, Pentagon, Pentagon 1024SL v2.2, Profi | stránkování paměti                                     |
| 32765 | 7FFD | 01xxxxxx xxxxxx0x                                                     | ZX Spectrum +2A/+3                                                     | stránkování paměti                                     |
| 32765 | 7FFD | 01xxxxxx xxxxxx01                                                     | Pentagon 1024SL v1.4                                                   | stránkování paměti                                     |
| 32765 | 7FFD | 0xxxxxxx xxx11x0x                                                     | Kvorum                                                                 | stránkování paměti                                     |
| 32765 | 7FFD | ATM Turbo 512, Chrome, Profi, Scorpion ZS-256, Scorpion GMX, Sprinter |                                                                        | stránkování paměti                                     |
| 33021 | 80FD | 1x0xxxxx xxx11x0x                                                     | Kvorum                                                                 | rozšířené stránkování paměti                           |
| 45053 | AFFD | 10x0xxxx xxxxxx0x                                                     | Kvadra                                                                 | data sekundárního hudebního čipu AY                    |
| 49149 | BFFD | 10xxxxxx xxxxxx0x                                                     | ZX Spectrum 128K/+2/+2A/+3                                             | data hudebního čipu AY                                 |
| 49149 | BFFD | 101xxxxx xxx1xx0x                                                     | Kvorum                                                                 | data hudebního čipu AY                                 |
| 49149 | BFFD | 10x1xxxx xxxxxx0x                                                     | Kvadra (primární AY)                                                   | data hudebního čipu AY                                 |
| 49149 | BFFD | ATM Turbo 512, ATM Turbo 2, Chrome, Sprinter                          |                                                                        | data hudebního čipu AY                                 |
| 57341 | DFFD | xx0xxxxx xxxxxx0x                                                     | Profi                                                                  | rozšířené stránkování paměti                           |
| 57341 | DFFD | Scorpion GMX                                                          |                                                                        | rozšířené stránkování paměti                           |
| 61437 | EFFD | 11x0xxxx xxxxxx0x                                                     | Kvadra                                                                 | výběr datového registru sekundárního hudebního čipu AY |
| 65021 | FDFD |                                                                       | ATM Turbo 512                                                          | rozšířené stránkování paměti, modem                    |
| 65533 | FFFD | 11xxxxxx xxxxxx0x                                                     | ZX Spectrum 128K/+2/+2A/+3                                             | výběr datového registru hudebního čipu AY              |
| 65533 | FFFD | 111xxxxx xxx1xx0x                                                     | Kvorum                                                                 | výběr datového registru hudebního čipu AY              |
| 65533 | FFFD | 11x1xxxx xxxxxx0x                                                     | Kvadra (primární AY)                                                   | výběr datového registru hudebního čipu AY              |
| 65533 | FFFD | ATM Turbo 512, ATM Turbo 2, Chrome, Sprinter                          |                                                                        | výběr datového registru hudebního čipu AY              |